# Stantonia takeuchii
Stantonia takeuchii är en stekelart som först beskrevs av Watanabe 1937.  Stantonia takeuchii ingår i släktet Stantonia och familjen bracksteklar. Inga underarter finns listade i Catalogue of Life.